# Intégrabilité uniforme
En mathématiques, l'intégrabilité uniforme est une notion importante en théorie de la mesure et souvent utilisée dans l'étude des martingales. Cette notion possède deux définitions légèrement différentes en fonction du contexte : en théorie des probabilités, la définition est un peu plus forte qu'en théorie de la mesure.

## Définitions

### En théorie de la mesure

#### Formulation faible
La définition suivante est une définition courante de l'intégrabilité uniforme utilisée en théorie de la mesure.
Soit {\displaystyle (E,{\mathcal {A}},\mu )} un espace mesuré et {\displaystyle {\mathcal {F}}} une famille de fonctions définies sur {\displaystyle E}, à valeurs réelles et mesurables. On dit que {\displaystyle {\mathcal {F}}} est uniformément intégrable (abrégé en UI) si les deux conditions suivantes sont vérifiées.
- Pour tout {\displaystyle f\in {\mathcal {F}}}, la fonction {\displaystyle f} est intégrable.
- Pour tout {\displaystyle \varepsilon >0}, il existe {\displaystyle \delta >0} tel que pour tout {\displaystyle f\in {\mathcal {F}}} et pour tout {\displaystyle A\in {\mathcal {A}}} vérifiant {\displaystyle \mu (A)<\delta } on a {\displaystyle \int _{A}\vert f\vert d\mu <\varepsilon }.

On dit parfois d'une famille vérifiant le deuxième point ci-dessus qu'elle a des intégrales uniformément absolument continues.

#### Formulation forte
La définition suivante est une définition de l'intégrabilité uniforme peu utilisée en théorie de la mesure mais beaucoup utilisée en théorie des probabilités. La formulation présentée ici s'applique à des mesures quelconques qui ne sont pas forcément des mesures de probabilité.
Soit {\displaystyle (E,{\mathcal {A}},\mu )} un espace mesuré et {\displaystyle {\mathcal {F}}} une famille de fonctions définies sur {\displaystyle E}, à valeurs réelles et mesurables. On dit que {\displaystyle {\mathcal {F}}} est (fortement) uniformément intégrable (abrégé en UI) si les deux conditions suivantes sont vérifiées.
- Il existe {\displaystyle M>0} tel que pour tout {\displaystyle f\in {\mathcal {F}}}, la fonction {\displaystyle f} est intégrable et {\displaystyle \int \vert f\vert d\mu <M}.
- Pour tout {\displaystyle \varepsilon >0}, il existe {\displaystyle \delta >0} tel que pour tout {\displaystyle f\in {\mathcal {F}}} et pour tout {\displaystyle A\in {\mathcal {A}}} vérifiant {\displaystyle \mu (A)<\delta } on a {\displaystyle \int _{A}\vert f\vert d\mu <\varepsilon }.

La différence avec la formulation faible concerne uniquement le premier point, le deuxième point étant identique. Dans la formulation faible il est seulement exigé que les fonctions soient toutes intégrables, alors que dans la forte, les fonctions doivent en plus avoir une intégrale uniformément bornée. La formulation forte est donc plus exigeante que la faible.

### En théorie des probabilités
La définition d'intégrabilité uniforme utilisée en théorie des probabilités est celle correspondant à la formulation forte ci-dessus. Nous la redonnons ici dans le cadre d'un espace probabilisé.
Soit {\displaystyle (\Omega ,{\mathcal {A}},\mathbb {P} )} un espace probabilisé et {\displaystyle {\mathcal {F}}} une famille de variables aléatoires définies sur {\displaystyle \Omega } et à valeurs réelles. On dit que {\displaystyle {\mathcal {F}}} est uniformément intégrable (abrégé en UI) si les deux conditions suivantes sont vérifiées.
- Il existe {\displaystyle M>0} Pour tout {\displaystyle X\in {\mathcal {F}}}, {\displaystyle \mathbb {E} \vert X\vert <M}.
- Pour tout {\displaystyle \varepsilon >0}, il existe {\displaystyle \delta >0} tel que pour tout {\displaystyle X\in {\mathcal {F}}} et pour tout {\displaystyle A\in {\mathcal {A}}} vérifiant {\displaystyle \mathbb {P} (A)<\delta } on a {\displaystyle \mathbb {E} \left[\vert X\vert \mathbf {1} _{A}\right]<\varepsilon }.

Les deux conditions précédentes sont équivalentes à la suivante.
- Pour tout {\displaystyle \varepsilon >0}, il existe {\displaystyle K>0} tel que pour tout {\displaystyle X\in {\mathcal {F}}} on a {\displaystyle \mathbb {E} \left[\vert X\vert \mathbf {1} _{\{\vert X\vert >K\}}\right]<\varepsilon }.

Cela est encore équivalent à dire que
- {\displaystyle \lim _{K\to \infty }\sup _{X\in {\mathcal {F}}}\mathbb {E} \left[\vert X\vert \mathbf {1} _{\{\vert X\vert \geq K\}}\right]=0}.